# ジミー・カラザース
ジェームズ・ウィリアム・カラザース、通称ジミー・カラザース（英: James "Jimmy" William Carruthers、1929年7月5日 - 1990年8月15日）は、オーストラリアのボクサー。イングランド人の両親が北イングランドからオーストラリアへ移住した後、シドニーのパディントン地区で生まれた。1948年のロンドンオリンピック・ボクシング競技にバンタム級オーストラリア代表として出場し、プロに転向後の1952年には同級でオーストラリア初の世界王者となった。
1954年に19戦全勝で引退した時、カラザースはまだ24歳だった。肉体的にも経済的にも最も盛んな時期で、妻子と暮らす家を手に入れ、両親にも家をプレゼントしていた。カラザースは常にボクシングをビジネスと考え、1961年には資金稼ぎのためにボクシングに復帰した。しかし、それ以降の戦績は6戦4敗で、復帰は「不成功」「無分別」と評された。

## 生涯

### 生い立ちと初期のキャリア
父親のジョン・ウィリアム・カラザースは労働者で、カラザース家はスコットランド系の血を引いている。母親はアグネス・ジェーン。イングランド人の両親と子供たちは北イングランドからオーストラリアへ移住し、シドニーのパディントン地区で暮らすようになった。ジェームズ・ウィリアム・カラザース（ジミー・カラザース）は1929年7月5日、パディントンで、8人兄弟の5人目の子供として生まれた。カラザース兄弟の中では、オーストラリアで生まれた最初の子供だった。
カラザースはパディントンの公立学校に入学。天性のボクシングセンスはウールルームールーの警察少年クラブ (Rotary-Police Boy' Club) に通っていた頃から養われていた。警察少年クラブでは往年のボクサーのフランク・ドリーからボクシング指導を受け、小さな体で大柄な若者とスパーリングをして巧みなフットワークとハンドスピードを磨いた。階級はバンタム級で、アマチュア時代は、1946年に17歳でシニアのニューサウスウェールズ王座、1947年に豪州（オーストラリア）王座を獲得した。

#### ロンドンオリンピック
1948年にロンドンオリンピックに出場。事前予想では、195戦5敗の戦績を持つアルゼンチンのアルノルド・パレスが有望視されていた。パレスは初戦で、後にプロで世界王者となった南アフリカのビック・タウィールを破ったが、2回戦でカラザースに敗れた。カラザースは初戦でカナダのフレッド・ダイグルに勝ち、2回戦でパレスに勝ったが、その試合で眼を傷め（眉をカット。この後、キャリアを通じて慢性化する）、準々決勝では棄権を余儀なくされた。カラザースが準々決勝で対戦することになっていたハンガリーのティボール・シックは、この大会で金メダルを獲得した。
カラザースはオーストラリアに帰国したが、同国のオリンピックルールの下で、まだ2年間はアマチュアボクシングを続けなければならなかった。この2年の間にタウィールはプロに転向し、ヨハネスブルグでマヌエル・オルティスから王座を奪い、世界バンタム級王者になっていた。

### プロボクサー時代
1950年になってカラザースがプロに転向すると、マネージャーのジョン・マギルとトレーナーのビル・マコーネルはカラザースのキャンペーンを計画した。カラザースは1950年8月15日のプロデビュー戦でTKO勝ちを収め、その年は続く4試合にもKO/TKO勝利を上げた。
カラザースはサウスポーで、身長168センチメートルとバンタム級ボクサーとしては長身であり、リーチも長く、肩幅も大きかった。ボクシング解説者レイ・コネリーは、カラザースは手足のスピードがあり、バランス、動き、予測能力に優れており、これらによって相手を混乱させると評した。カラザースは警察少年クラブのスター卒業生だった。港湾労働者として働き、同僚の友人たちがパブで酒を飲んでいる間、カラザースは飲まずに店の外で待っていた。重要な試合に向けた練習で休日が必要な時には、同僚たちがカラザースをサポートした。その一方で、1950年代には労働組合同盟のメンバーとして労働組合主義や世界平和を訴え、オーストラリア保安情報機構に警戒される存在になっていた。カラザースは、当時ボクシングを支配していた株式会社スタジアム社の有力者と交渉し、ファイトマネーの配分を上げることにも成功している。
1950年から1951年にかけて連勝を重ねるカラザース
- 1950年11月
- 1951年1月
- 1951年3月

しかし、1951年1月のシドニースタジアムでの試合はカラザースにとって厳しいものとなり、6回にダウンを許して判定で勝利した。同年2月10日、ウラーラの教会で、機械工をしていた幼なじみのマイラ・ルイーズ・ハミルトンと結婚。3月から2戦連続でKO/TKO勝利を収め、エリー・ベネットの持つ豪州バンタム級王座への挑戦権を得た。

#### 豪州王座獲得

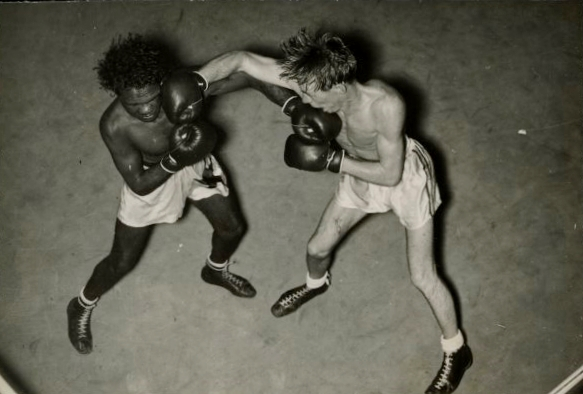
1951年5月、豪州バンタム級王座を懸けてエリー・ベネットと対戦

1951年5月14日の夜、シドニースタジアムで豪州バンタム級王者エリー・ベネットに挑戦。ベネットは世界ランク5位でKO率の高い選手だったが、試合前にベネットがバンデージに細工をしている様子にトレーナーのマコーネルが気付き、ベネットのマネージャーにバンデージの下はテーピングしかしないことになっていたはずだがと知らせた。警察立会いの下で両者はテーピングをし、バンデージを巻いた。
カラザースは1ポイントも許さず、判定勝ちでプロ転向後初の王座を獲得した。試合そのものは非常にクリーンで、両者ともにノックダウンはなかったが、スタジアムを埋めた観客は大喝采を送った。試合後、カラザースは4回に左手を傷め、終盤には左目の腫れも気になっていたと語り、マコーネルはスタジアム社が世界王者のタウィールを呼んでオーストラリアで挑戦させてくれることを望むと語っている。ベネットのマネージャーは、契約に基づいて権利を行使し、3、4週間のうちに再戦させたいと話したが、これは実現しなかった。
この日、シドニースタジアムでは、17時に客席を求めて列ができ始めた。リングサイドはその週のうちに売り切れていたが、スタジアムの外ではチケットが3豪ポンドで売られており、全12,500席が20時までに完売した。チケット売り上げは戦後のオーストラリア人同士の対戦での最高額となった。カラザースは技術面で優れていただけでなく、スタミナと勇気も持ち合わせており、この頃からオーストラリアで最も有望な選手と言われ、世界王者への期待が高まっていった。プロ9戦目のことだった。
その後、カラザースは2人の国外選手との試合を経験。まず経験の浅い米国人に7回TKO勝利を収め、続いて、マヌエル・オルティスへの3度の世界挑戦経験を持つベテランで、小型軍艦の異名をとるルイス・カスティージョに判定で勝利した。

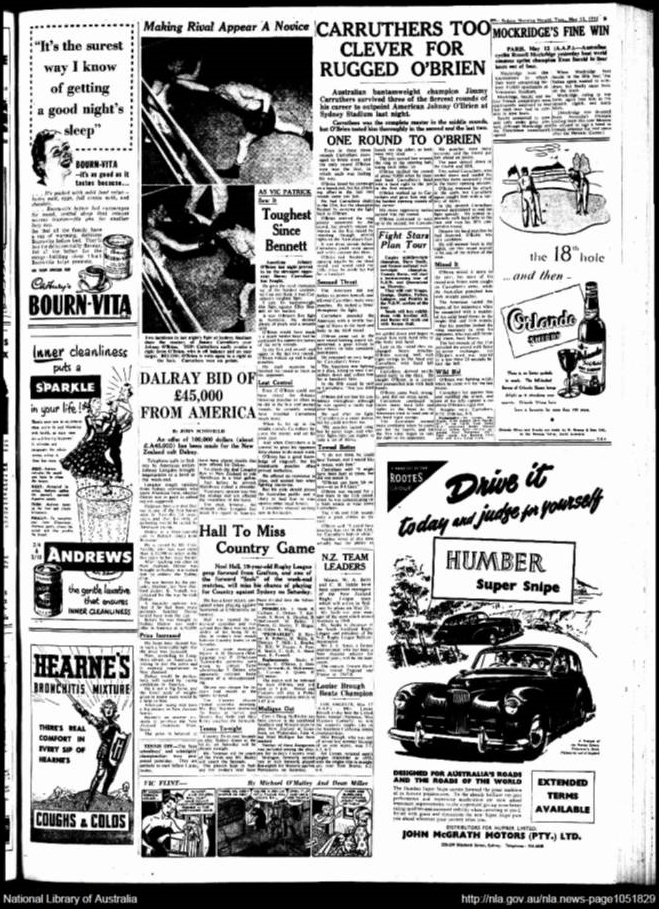
1952年5月13日付でオブライエン戦での勝利を伝える『シドニー・モーニング・ヘラルド』

翌1952年3月、豪州フライ級王者タフィー・ハンコックと対戦し、体格の劣るハンコックに7回TKO勝ち。 同年4月、元豪州フェザー級王者レイ・コールマンとキャッチウェイトの121ポンドで対戦。コールマンは巧いボクサーだったが、カラザースのサウスポースタイルに動揺して終始バランスを欠き、接近戦を仕掛けたものの12回判定でカラザースに敗れた。5月には米国人でニューイングランドバンタム級王者のジョニー・オブライエンとシドニースタジアムで対戦。過去にオーストラリアで3戦1勝のオブライエンに判定で勝利した。豪州王座は防衛せず、オブライエン戦までにプロデビュー以来14連勝を重ねた。

#### ヨハネスブルグで世界王座奪取
マネージャーのマギルはタウィールへの挑戦を交渉していたが、契約成立までに1年を要した。カラザースのファイトマネーは少なく、契約書にはカラザースが勝った場合には南アフリカで再戦するという条項が盛り込まれた。カラザースはマギルとマコーネルと妻のマイラとともに南アフリカに渡った。
| - 『シドニー・モーニング・ヘラルド』掲載写真 - 『ザ・ウエスト・オーストラリアン』掲載写真                                          |
| - 『シドニー・モーニング・ヘラルド』1面 - 『ザ・ウエスト・オーストラリアン』1面                                                    |
| 1952年11月17日付1面でオーストラリア初の世界王者誕生を伝える 『シドニー・モーニング・ヘラルド』と『ザ・ウエスト・オーストラリアン』 |

1952年11月15日、プロ15戦目で、ヨハネスブルグのランドスタジアムにてビック・タウィールの持つ世界王座に挑戦。この試合は、世界戦史上初となる無敗選手同士の対戦だった。観衆28,000人。南アフリカのボクシングの試合では最多記録となった。タウィールは1950年5月にマヌエル・オルティスを倒して南アフリカ初の「普遍的に認められた」（NBA設立以降、王座認定団体が認定した）世界王者となり、この王座を3度防衛。それまでの27戦でダウン経験もなかった。
カラザースは試合開始から数秒のうちに重い左フックを王者の顎に痛打。タウィールは目をカットして流血、顔を赤く腫らして、当時3本だった（リング禍#団体システムへの影響参照）ロープの間からリング下へ転落。よろめきながらカウント9でリングに戻ったが、すぐに連打にさらされた。カラザースが147発のパンチを打つ一方、タウィールは1発も当てられず、ロープの間から合計2度転落した後、カウントアウトされ、助けられながらコーナーに戻った。カラザースは初回2分19秒KO勝利を収め、世界バンタム級王座を獲得した。オーストラリア人が世界王座を保持するのは1890年のヤング・グリフォ以来で、「普遍的に認められた」世界王者としてはオーストラリア初であった。また同時に大英帝国（ブリティッシュ・エンパイア）バンタム級王座も手に入れた。決着がつくと数秒は会場が静まり返り、それから何百人もの観衆がリングに突進して両者に群がったが、警察に駆逐された。
カラザースは事前にタウィールの試合動画を全てチェックし、ルイス・ロメロのような強打の選手からはパンチをもらっていることを確認していた。マコーネルはタウィールはスロースターターだと言い、「最初の1、2ラウンドで仕留めに行け」と指示。カラザースは、この戦術が勝利に繋がったと語った。またカラザースは、トランスバール・ナショナル・スポーティング・クラブ（タウィールをプロモートする会社）にはよくしてもらったと話し、すぐにオーストラリアに戻るが、また南アフリカに戻ってタウィールと再戦すると言明した。この試合のレフェリーを務めた1924年パリ五輪バンタム級金メダリストのウィリー・スミスは、タウィールは減量で自滅したのだと話した。タウィールは減量が厳しかったと報じられていたが、タウィールの兄弟でマッチメイカー・プロモーターのモーリスは試合後にこれを否定している。また、試合は1度、タウィールの複視のために延期されたが、モーリスが知る限りではその症状ももうなくなったとのことだった。しかしタウィールは入場時に顔色が悪く、その顔は引きつっており、試合後は控え室のテーブルに横たわって手当を受けながら「最初のパンチをもらってからは何も覚えていない」と話した。
カラザースが世界王者となって数分のうちに、スペインのルイス・ロメロ（前年にタウィールに挑戦して敗北）のプロモーターは、マドリードでロメロを相手に防衛戦をするなら6,250豪ポンド（5,000スターリング・ポンド）と別途費用を払うと公言している。

#### タウィールとの再戦
カラザースはオーストラリアに戻るとクリスマスから新年にかけて休養した後、マコーネルの下でタウィールとの立場を入れ替えての再戦に向けて練習を再開した。豪州王座は世界王座獲得後に返上していた。1953年3月21日の再戦には、前戦より多い35,000人ほどの観衆が集まった。カラザースはハンドスピードで上回り、10回KO勝ちで防衛に成功した。

#### ビジネスとしてのボクシング
カラザースの次期防衛戦は11月にシドニーで予定されており、プロモートするニューサウスウェールズ警察市民少年クラブ連盟 (Federation of New South Wales Police-Citizens Boys' Clubs) は主なバンタム級選手に対戦を打診していた。1953年8月13日、ニューヨークでは米国人で世界ランク2位のパピー・ゴールトが、条件が折り合わない限りカラザースとはシドニーで対戦することはないと主張していた。翌14日、世界1位にランクされるロベール・コーエンがロンドンにいる代理人ロベール・ディアモンを通じて「いつでもどこでもカラザースと戦う」と発表。ディアモンは、コーエンは巧くパンチの重いボクサーだが、英国のプロモーターであるジャック・ソロモンからはコーエンへのオファーを受けたという報告を聞いていないと語った。コーエンはアルジェリア出身のユダヤ系フランス人で、プロ27戦のうち負けは1試合のみ。この年、ゴールトとの10回戦に判定勝利している。ヘラルド紙のニューヨーク通信員によれば、ゴールトはファイトマネー7,500ドル、ゲート収入の12.5パーセントとシドニーへの旅費を要求していた。ゴールトのマネージャーの言い分では、カラザースのプロモーターから電報で提示された条件はゲート収入の配分と旅費の他にファイトマネー5,000ドルというもので、世界王座は欲しいが、その額ではオーストラリアには行けないとのことだった。カラザースのマネージャーのマギルは、コーエンにもジャック・ソロモンを通じてすでに電報でオファーを送っていたことを説明し、またゴールトの条件は法外であり、彼を選択肢から外すことは簡単だと話した。

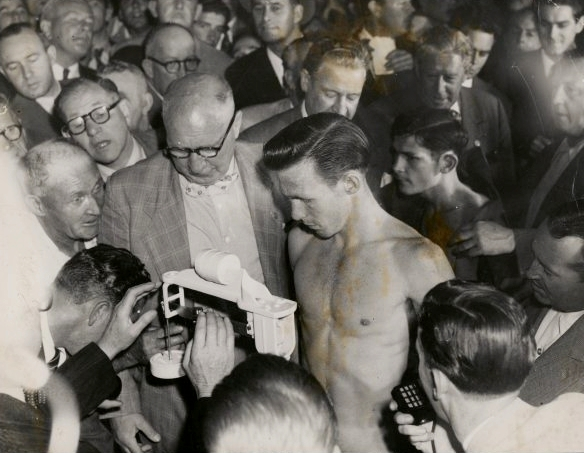
1953年11月、カラザースの計量を後方で眼光鋭く見守る対戦相手のゴールト

しかし最終的にゴールトは対戦の意思を示し、1953年11月にカラザース2度目の防衛戦で対戦することになった。カラザースは眉をカットし、判定で防衛を果たした。この試合はシドニー運動場で行われ、オーストラリア記録となる32,500人の観衆を集めた。売上の一部は慈善団体に送られ、カラザースはこれも同国記録となる8,625豪ポンドのファイトマネーを受け取った。

##### サナダムシの寄生
パピー・ゴールト戦の後には、サナダムシに冒されていたことが判明した。引退後、カラザースの体内には30フィート（約9メートル）のサナダムシが寄生していた。バンタム級の体重を作るのに役立っていたという見方もあれば、サナダムシによる衰弱で引退したという見方もあり、さらには世界戦で南アフリカに赴いた際にサナダムシを食べさせられたのだとも噂された。

##### マネジメント上の問題
カラザースの防衛戦をプロモートする警察市民少年クラブ連盟は、ゲート収入の51パーセントを徴収していた。シドニー運動場の32,500人の観衆の前で戦い、ファイトマネーはわずか8,000ポンドだった。カラザースのマネジメントチームのもうひとつの問題は、ゴールトのようなパンチャーとの試合で、規定のサイズより小さいリングで戦わせたことである。リングの一辺は16フィートから24フィートと決められていたが、ゴールトとの試合では15フィートのリングが使われた。カラザースはユナニマスデシジョンで勝利を収めたが、目に深刻な傷を負い、慢性化していた。

#### 傷との戦い
1954年3月、シドニースタジアムで豪州同級王者のボビー・シンとノンタイトル12回戦で対戦。シンは距離を詰めて腹を狙い、カラザースも打撃戦に応じて2回にダウンを奪ったが、3回にバッティングで目をカット。5回の後半にはカットした目を打たれ、ラウンド間にはドクターが傷を確認し、マコーネルは処置にあたり、レフェリーとマギルはカラザースに傷が悪化したら試合を止めると伝えた。カラザースは2か月弱のうちにタイ人選手との防衛戦を控え、この試合は調整試合のはずで、試合前にシン優位の予想をする者はほとんどいなかった。カラザースは7回に持てる全てのパンチで激しく攻撃し、ラウンド終盤にはシンをグロッギーにさせたが、ダウンは奪えなかった。その後の5つのラウンドでカラザースは距離を保ったが、毎回血を流してマコーネルの応急処置を受け、判定で勝利した。試合後は目の傷を縫合し、数週間完全なトレーニングができなかった。

#### ボクシング史上最も奇怪な試合
1954年5月2日の夜、バンコクのスパチャラサイ国立競技場でチャムルーン・ソンキトラットと対戦。カラザースにとって最後の防衛戦となった。カラザースの妻マイラとマコーネルの妻ミリーがセコンドを務めた。タイではボクシングが比較的新しい時期で、チャムルーンはタイ初の世界挑戦者だった。観衆は59,760人で、当時のバンタム級での世界最多記録を更新。227,304ドルのゲート収入があった。
この日、バンコクは熱帯性暴風雨に襲われ、リングは浸水して、レフェリーのビル・ヘンベリーによればリング上の水は数インチの深さになっていた。両選手はスリップを避けるために裸足で戦った。選手も観客もずぶ濡れになり、リングを照らす投光灯や電球は2、3分おきに粉々に砕け、試合はキャンバスに落ちた電球などの破片を片付けるために2度中断された。マコーネルは落ちてきた照明の破片で頭を打ち、ラウンド間にはチャムルーンに傘がさしかけられた。この試合は 熱帯性暴風雨の闘いと呼ばれ、ボクシング史上最も奇怪な試合のひとつとされている。
パンチ以外は両者互角で、チャムルーンはカラザースほどスピードはないがタフなボクサーだった。カラザースはこの試合でも目をカットしたが、技術とハードパンチで上回り、判定勝利で防衛を成功させた。レフェリーの採点は32½–27½でカラザースを支持していた。観客は納得せず15分もの間、瓶や椅子をリングに投げ入れた。チャムルーンは試合直後の放送で「試合と判定は公正なものだった。カラザースと戦う機会を得られてよかった」と話しているが、カラザースは「またこんな試合をするぐらいなら港湾労働に戻る」と語っている。カラザースは10回に右目をカット。当初、古傷が開いたものと思われていたが、傷は新しく、それほど深いものではなかった。しかし雨の中での止血作業は困難で出血は止まらず、さらに11回にはスリップして左腕を下にして平たく倒れ、顔面をキャンバスに叩きつけた。また、チャムルーンの右アッパーを受けて切った唇は2針縫合することになった。
リングサイドにいた『リング』誌の初代編集長ナット・フライシャーは、試合がもし15ラウンド制だったらカラザースは負傷によるストップで負けていただろうと述べている。カラザースの母親は、カラザースはホテル経営への転向を以前から構想しており、年内に引退しても驚かないと話した。母親はすぐにでも引退すべきだと考えており、遠征試合が決まった時には感謝したという。ただ、カラザースが仕事を始めるためには資金が必要で、試合の前の週に母親に宛てた手紙には、オーストラリアに戻る前にシンガポールや日本、フィリピンで試合をするかもしれないと書かれていたことも明かした。
カラザースの目は、傷を閉じるために何度も縫合したせいで大きな瘢痕組織ができ、整形手術が必要になっていた。目だけでなく体重にも問題を抱えており、タイでの防衛戦の直前には嘔吐していた。しかし階級を上げれば身長やリーチのアドバンテージを失い、目の傷の影響もより深刻になる。また、カラザースはファイトマネーの少なさも気にかけていた。タイでは約60,000人の観衆の前で戦い、ファイトマネーは17,000ポンドに過ぎなかった。

#### 引退

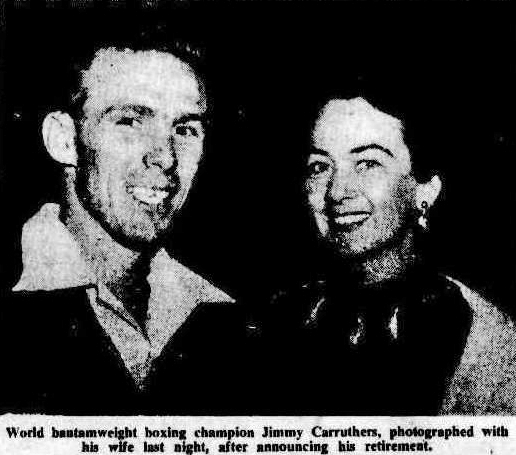
1954年5月、引退表明のため、妻とともにヘラルド紙のオフィスを訪れたカラザース

1954年5月16日の夜、カラザースは妻を同伴してヘラルド紙のオフィスを訪れ、引退を発表した。これまでのプロ戦績は19戦19勝で、うち4戦が世界タイトルマッチだった。19勝のうち11試合がKO勝利で、合計177ラウンドを戦った。世界王座とともに大英帝国王座も返上。オーストラリアのボクシング史において全勝のまま引退した初の王者となった。1950年のプロ転向以降、総収入は64,500ポンド。プロキャリアにおいて毎分120ポンド以上を稼いだことになるが、マネージャー、トレーナーへの支払いや税を除くと純利益は30,000ポンド程度であった。

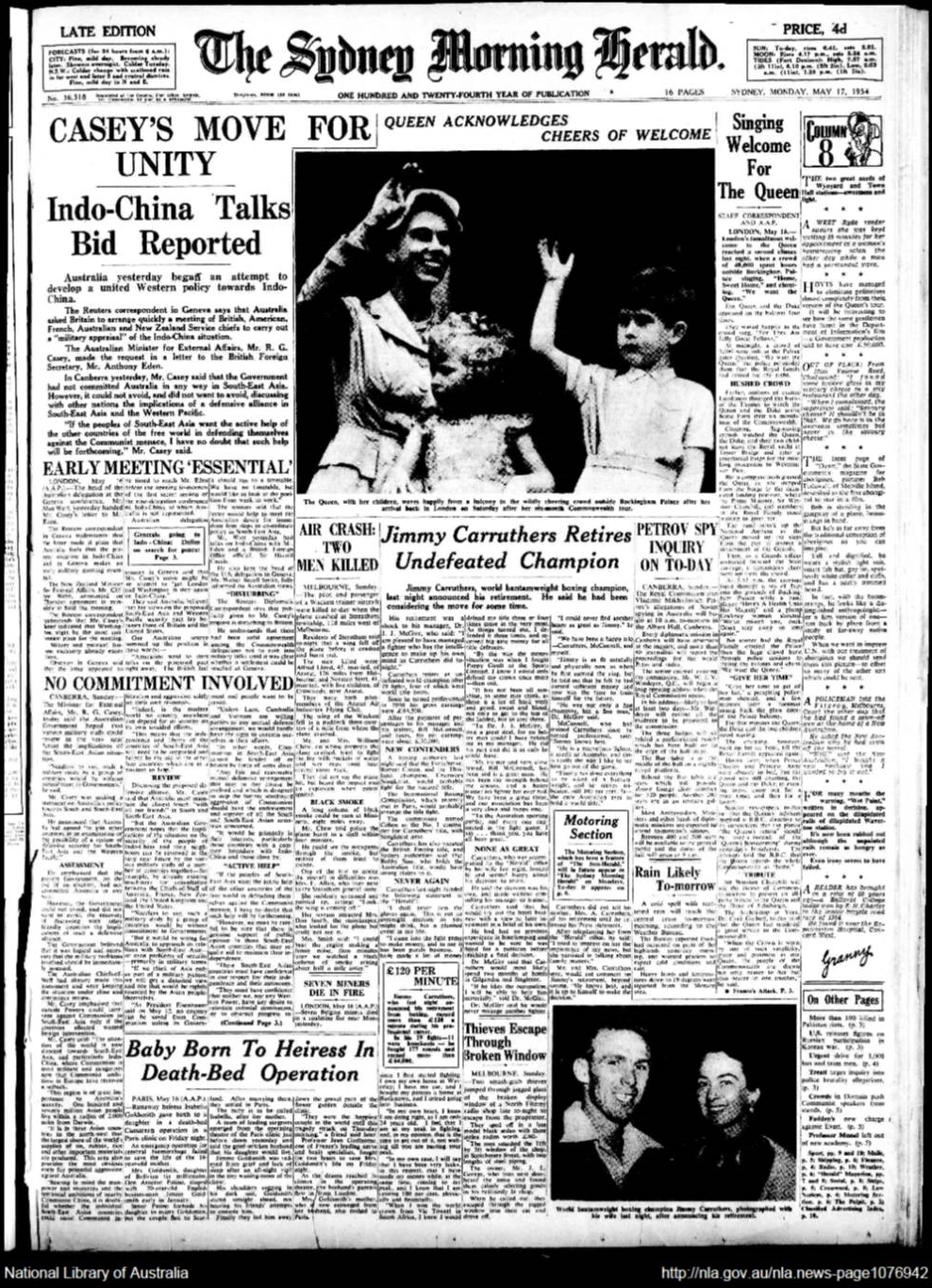
1954年5月17日付1面でカラザースの引退を伝える『シドニー・モーニング・ヘラルド』

カラザースは「グローブをはめることは二度とないだろう。引退については一晩で決心したわけではなく、僕の人生で計画されていたことだ。資金稼ぎのためにプロボクシングを始めた僕にとって、それはずっと純粋にビジネスだった」と書面に認めていた。また、「ウェイバリーに自宅があり、車も持っているし、バンクスタウンには両親の家を買った。僕のボクシングは今がピークだが、僕の考えでは、ピークを過ぎるのを待たずに退くべきだと思う。僕は資金を得られ、同時にピークにあり、肉体的にも経済的にも100パーセントの状態で引退する。この点で、僕はとても幸運だった。世界王座を獲った時に、防衛は多くても3度か4度だろうと思っていたし、パピー・ゴールトと対戦した時にはもう1度だけだと思った。ボクシングだけがまばゆい光ではない。梯子の頂上へ到着するためだけでなく、そこにとどまるために、多くのきつい仕事、汗や血がある」と語り、ジョン・マギルについては「マネージャーとして彼以上の人はいなかった」と敬意を払い、プロ転向以来のトレーナーで友人のマコーネルについては「どんな選手にもこれ以上のトレーナーはいない」と讃え、全ての関係者に謝意を表した。同時にカラザースは、後々は自らのホテルに投資することも視野に入れ、ホテルビジネスに着手する予定であることを表明。それまでホテル管理の経験はなく、適性があると確信できたら最終決断を下すと話した。
マギルにもマコーネルにも相談せず、カラザースが単独で決心しての引退発表であった。マギルは衝撃を受けたが、ホテルビジネスをしたいなら物質的な援助をしてあげられるだろうと言い、「ジミーはボクシングを始めた時と同様に心身ともに健康だが、十分な資金ができたので将来に向けて自分を鍛えるべき時だと言っている。ボクサーとしてだけでなく人として素晴らしい」と話した。マコーネルは「カラザースはこんなふうに引退するのがいいだろうと僕が望んでいたようなやり方だ。彼はバンタム級に求められることを全てやり、全勝で100パーセント健康、オーストラリア初の世界王者となって引退するのだ」と話し、カラザースの両親は言葉少なに、「カラザース自身が一番よくわかっている。決断は彼次第だ」とだけコメントしている。
その後、カラザースは10,000ポンドを支払い、ウールルームールー・バーク通りに所在するベルズホテルの19か月の経営権を取得。7月末にホテルを引き継ぐことになり、女性用ラウンジの導入などを計画した。

#### 復帰宣言以降
1961年7月、32歳になったカラザースはライト級もしくはフェザー級でボクサーとして復帰する計画を発表した。引退から7年後のその発表はボクシング界を驚かせた。目的のひとつはナンブッカヘッズでのモーテル建設に向けて資金を確保することだった。カラザースはこの年、ウールルームールーのホテルを売却し、数か月前からトレーニングを再開していたが、体重は140ポンドになっていた。今度もカラザースから相談は受けていなかったというマギルの反応は、「彼のビジネスで彼の体だ。ふさわしい相手が何人かいるだろうが、冒険には金は払えない」というものだった。
復帰後のカラザースは、陸上競技のコーチをしていたパーシー・セルッティの指導を受けたが、6戦のうち4試合で敗北。まずイタリア人選手とオーストラリアの元アマチュアエリートに12回判定負け。次いで米国人選手に5回TKO負け。その後さらに質の劣る選手と3戦して、5回TKO負けから2連続2回KO/TKO勝ちの後、ニュージーランド・ウェリントンに遠征して8回失格負けを喫し、今度は選手生活から完全に引退した。復帰後の6戦を含めるとカラザースは116ポンドから133ポンドの重量で戦い、プロボクサーとしての全戦績は、25戦のうち、13戦はKO勝ち、8戦は判定勝ち、2戦は判定負け、1戦はKO負け、1戦が失格負けとなった。
この後は長年レフェリーを務め、1960年代から1970年代にかけては妻とともにアバロンで果物店とミルクバーを、またシドニー市内ではジュースバーを経営した。晩年には定期的に教会に通うようになり、キリスト教の教会で洗礼を受けていた。

### 死去
がんで長い闘病生活を送った後、1990年8月15日にナラビーンの自宅で妻マイラに見守られながら61歳で死去。妻と4人の子供たち（2男2女）を残し、火葬された。8月17日、シドニーの教会には200人の会葬者が集まった。長年の友人で30年以上ボクシング解説を務めるレイ・コネリーが弔辞を送り、世界ミドル級王座への挑戦経験を持つトニー・ムンディンも哀悼の意を表した。会葬者の中には、カラザースに2度敗れた元王者タウィールの他、元豪州ライト級・ウェルター級王者ビック・パトリック、トレーナーのブルース・ファージングといったボクシング関係者や、水泳やラグビーで名を上げたオーストラリアのスポーツ関係者らが集まった。
1995年、世界ボクシング殿堂に殿堂入りした。

## 獲得王座
アマチュア
- ニューサウスウェールズバンタム級王座（1946年）[1][5]
- 豪州（オーストラリア）バンタム級王座（1947年）[1][5]

プロ
- 豪州バンタム級王座（1951年）[10]
- 大英帝国（ブリティッシュ・エンパイア）バンタム級王座（1952年）[3][12][14]
- 世界バンタム級王座（1952年）[3][12][14][4]